# Futurepop
Il futurepop è un genere musicale sviluppatosi alla fine degli anni '90 grazie a gruppi come VNV Nation, Apoptygma Berzerk e Covenant.  Emerso ed affermatosi come moderna evoluzione dell'electronic body music, il genere è caratterizzato da un suono ballabile e soprattutto dalla massiccia influenza del Synth pop.
Generalmente si contraddistingue per mantenere alcune affinità con la musica Electro-industrial, ma aggiunge gli elementi melodici e stilistici della musica Synth pop e alcune importanti influenze dalla musica Trance. Il Futurepop è un genere underground, popolare nelle culture giovanili cybergoth e goth, e in generale nella scena elettronica alternativa. Tra i maggiori Festival musicali che propongono questo genere, troviamo Amphi festival, Wave Gotik Treffen, Infest  e M'era Luna Festival.

## Artisti Futurepop
- Angels and Agony
- Apoptygma Berzerk
- Assemblage 23
- Blume
- Blutengel
- Code 64
- Colony 5
- Covenant
- Culture Kultür
- Diorama
- Frozen Plasma
- Icon of Coil
- In Strict Confidence
- Informatik
- Melotron
- Neuroticfish
- Pride and Fall
- Rotersand
- Seabound
- Solar Fake
- Solitary Experiments
- State Of The Union
- SITD
- Syrian
- T.O.Y.
- VNV Nation
- XP8